# Abderahmane Hammad
Abderrahmane Hammad —en àrab عبدالرحمن حمد, ʿAbd ar-Raḥmān Ḥammād— (Dellys, 27 de maig, 1977) és un ex atleta algerià especialista en salt d'alçada.
Hammad guanyà la medalla de bronze als Jocs Olímpics de Sydney 2000 com a resultat més destacat. També ha estat diversos cops campió africà de l'especialitat.

## Resultats
- Jocs Panàrabs de 2004 -  medalla d'or
- Final Grand Prix de la IAAF de 2002 - tercera posició
- Campionat d'Àfrica d'atletisme de 2002 -  medalla d'or
- Jocs del Mediterrani de 2001 -  medalla d'or
- Jocs Olímpics de 2000 -  medalla de bronze
- Campionat d'Àfrica d'atletisme de 2000 -  medalla d'or
- Jocs Panafricans de 1999 -  medalla de plata
- Campionat d'Àfrica d'atletisme de 1998 -  medalla d'or